# Plan Totality
Plan Totality war der Plan eines Angriffs mit Kernwaffen, den US-General Dwight D. Eisenhower 1945, nach der Potsdamer Konferenz, auf Anweisung von Präsident Harry S. Truman ausarbeitete.
Der Plan sah vor, die Sowjetunion mit 20 bis 30 Atombomben anzugreifen. Folgende 20 sowjetische Städte sollten in einem Erstschlag vernichtet werden: Baku, Gorki, Grosny, Irkutsk, Jaroslawl, Kasan, Kuibyschew, Leningrad, Magnitogorsk, Molotow, Moskau, Nischni Tagil, Nowosibirsk, Omsk, Saratow, Stalinsk, Swerdlowsk, Taschkent, Tiflis und Tscheljabinsk.
Dieser Plan war jedoch in Wirklichkeit eine Desinformation. Nach den beiden Atombombenabwürfen auf Japan im August 1945 hatten die Vereinigten Staaten keine einsatzbereiten Atomwaffen mehr, auch hatten sie ihr gesamtes waffenfähiges Uran und einen großen Teil des Plutoniums verbraucht. Es gab genug Plutonium, um im August 1945 eine weitere Atombombe zu bauen, man rechnete aber damit, dass es bis Oktober dauern würde, sechs weitere Bomben zu bauen. 1946 besaßen die Vereinigten Staaten nur neun Atombomben und nur siebenundzwanzig B-29-Bomber, die sie abwerfen konnten. Der „Plan Totality“ war Teil von Trumans „atomarem Bluff“, der in erster Linie dazu dienen sollte, die Regierung der UdSSR falsch zu informieren.